# Пам'ятник Григорію Петровському (Київ)
Па́м'ятник Григо́рію Петро́вському — пам'ятник, що був розташований у Хрещатому парку на розі вулиці Михайла Грушевського і Петрівської алеї біля Національної парламентської бібліотеки з 1970 по 2009 рік.

## Опис
Пам'ятник українському радянському партійному діячеві Григорію Петровському мав вигляд напівфігури на постаменті, був виготовлений з габро. Загальна висота становила 4,5 м.
Пам'ятник було демонтовано 25 листопада 2009 року.